# Чартерс-Тауэрс
Чартерс-Тауэрс (англ. Charters Towers) — город в восточной части австралийского штата Квинсленд, центр одноимённого района местного самоуправления. Население города по оценкам на 2016 год составляло примерно 8 120 человек, а население всего района — 12,5 тысяч человек (2008 год). Ближайший крупный город — Таунсвилл (расположен в 110 километрах на северо-востоке).

## География

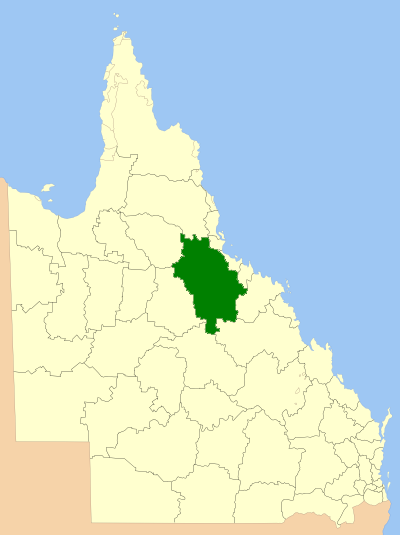
Расположение района

Местность района Чартерс-Тауэрс — равнинная, поднятая в среднем на 280 метров над уровнем моря, на которой встречаются небольшие горные массивы, высота которых не превышает 400 метров. Район отделен от побережья прерывающимися горными хребтами, высотой до 600 метров, которые являются частью Большого Водораздельного хребта. Они задерживают значительное количество влаги, идущей с побережья. В долинах реки Бердекин и её притоков расположены плодородные земли, пригодные для скотоводства и земледелия.

## История
До прихода европейцев в районе Чартерс-Тауэрс традиционно проживали австралийские аборигены племени куджала (англ. Kudjala).
Первым европейским исследователем, описавшим этот район был немец Людвиг Лейхгардт. Это было во время его большого похода по центральным районам Австралии 1844—1845 годов. Первые европейские поселенцы появились здесь после того, как в январе 1861 года земли района были официально открыты для заселения. Они занимались разведением крупного рогатого скота и овец.

## Климат
Чартерс-Тауэрс расположен на границе двух климатических зон — субтропической и полупустынной. В году здесь можно выделить два различных периода — сезон дождей, который длится с декабря по март и сухой сезон с апреля по ноябрь, в среднем за год выпадает около 660 мм осадков. Летом, в течение дня, температура может превышать 34 °C, а к ночи снижается до 22 °C. В течение зимы дневная температура колеблется около 26 °C, средняя ночная температура около 12 °C.
| Показатель                                                              | Янв.  | Фев.  | Март  | Апр. | Май  | Июнь | Июль | Авг. | Сен. | Окт. | Нояб. | Дек. | Год   |
| ----------------------------------------------------------------------- | ----- | ----- | ----- | ---- | ---- | ---- | ---- | ---- | ---- | ---- | ----- | ---- | ----- |
| Средний суточный максимум, °C                                           | 33,7  | 32,6  | 31,6  | 29,9 | 27,2 | 24,8 | 24,5 | 26,6 | 29,6 | 32,4 | 34,1  | 34,8 | 30,2  |
| Средний суточный минимум, °C                                            | 21,9  | 21,7  | 20,5  | 17,9 | 14,8 | 12,1 | 11,0 | 12,1 | 14,7 | 17,6 | 19,9  | 21,2 | 17,1  |
| Норма осадков, мм                                                       | 136,9 | 130,1 | 103,5 | 43,4 | 24,0 | 26,5 | 16,8 | 13,0 | 14,8 | 22,0 | 41,4  | 87,2 | 659,2 |
| Источник: http://www.bom.gov.au/climate/averages/tables/cw_034002.shtml |       |       |       |      |      |      |      |      |      |      |       |      |       |

## Галерея

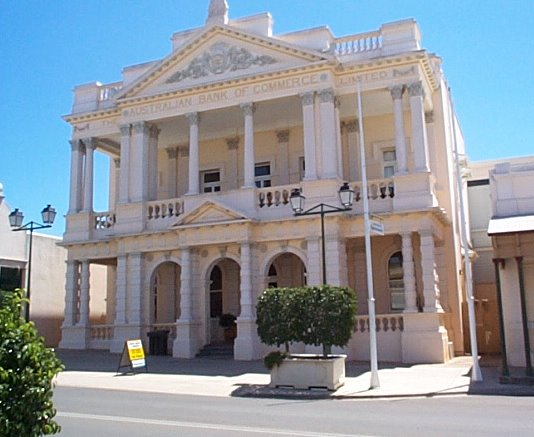
Улица Мосмен, здание банка
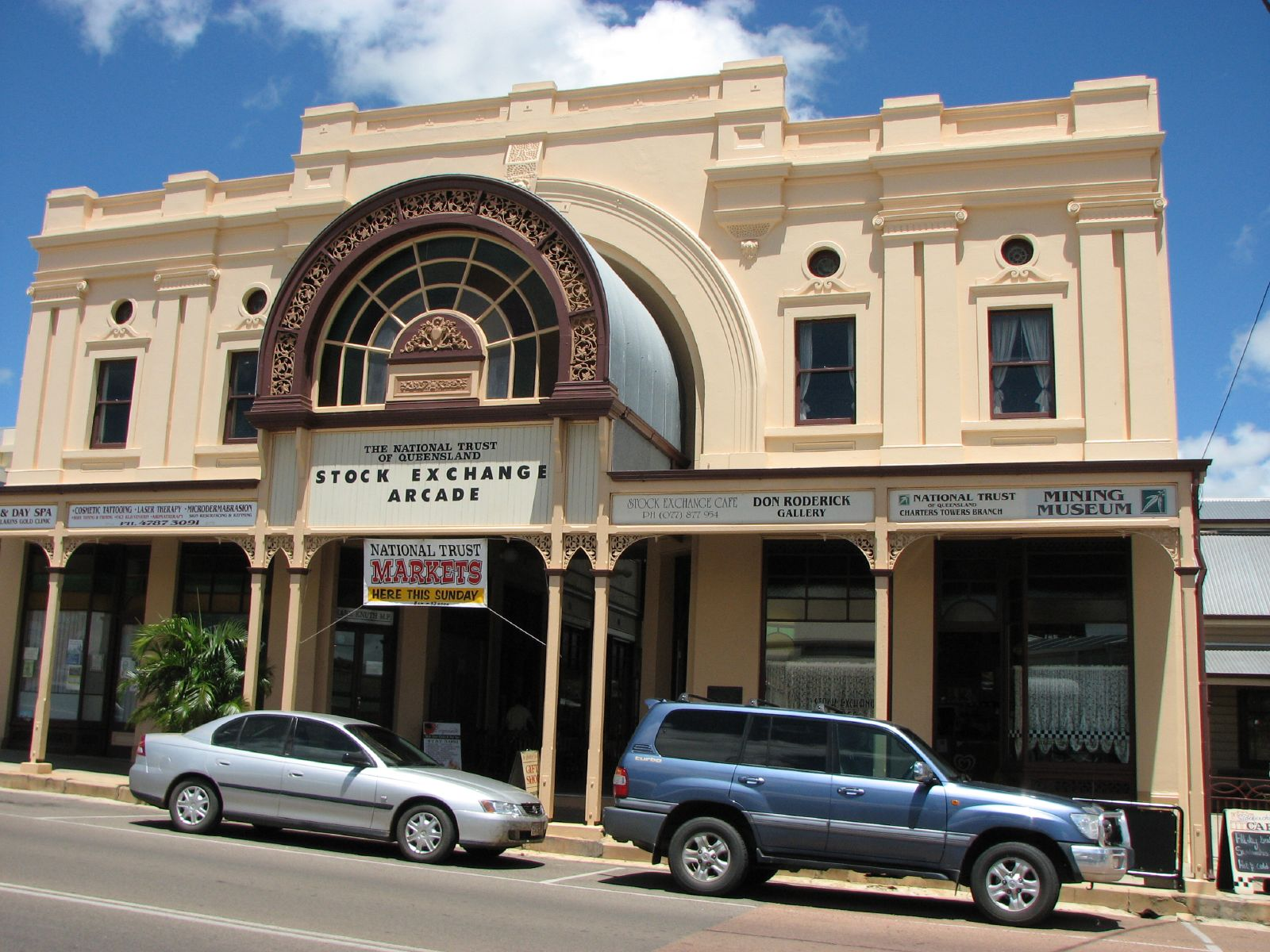
Улица Мосмен, Чартерс-Тауэрс
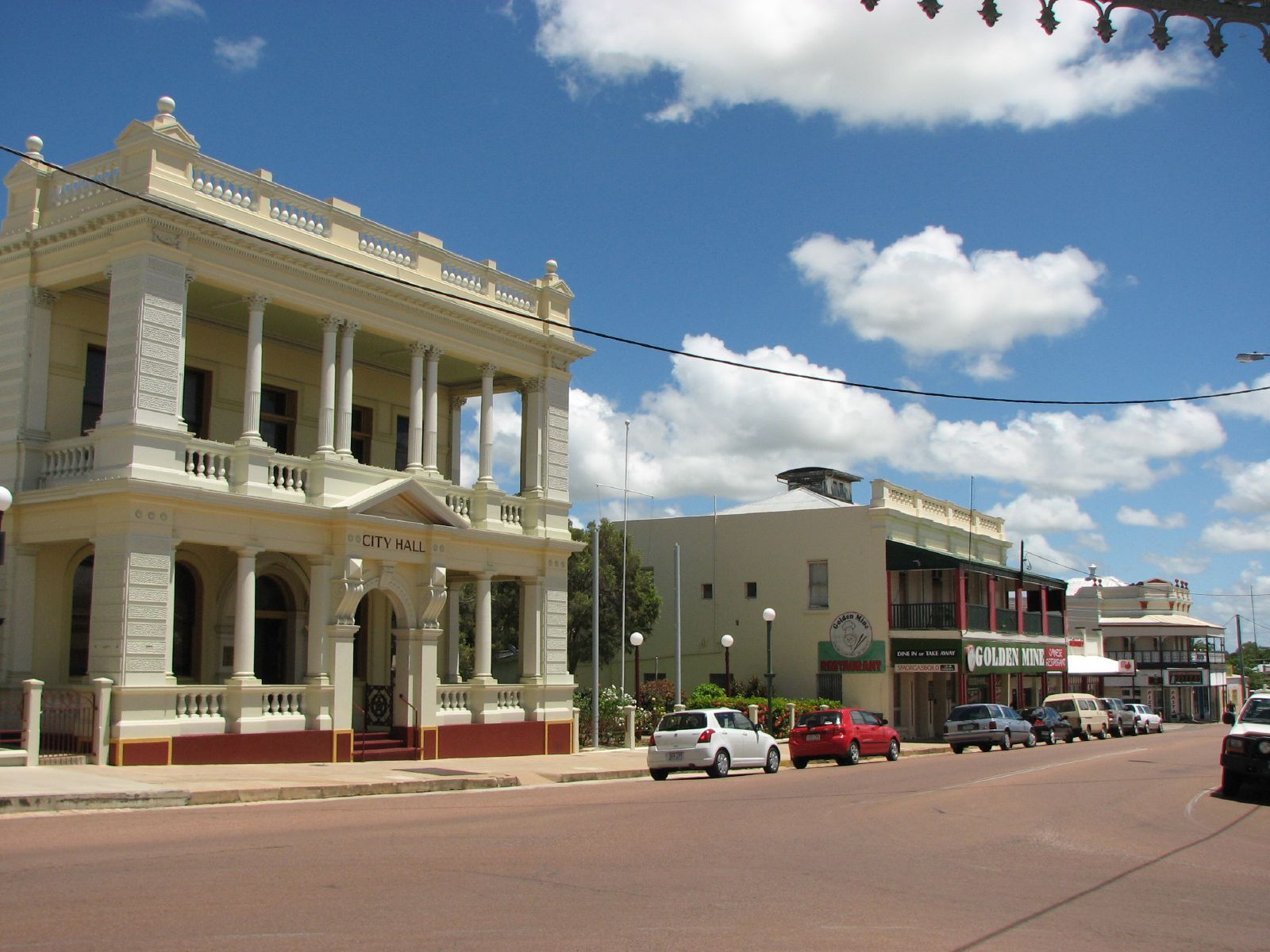
Улица Мосмен, Чартерс-Тауэрс
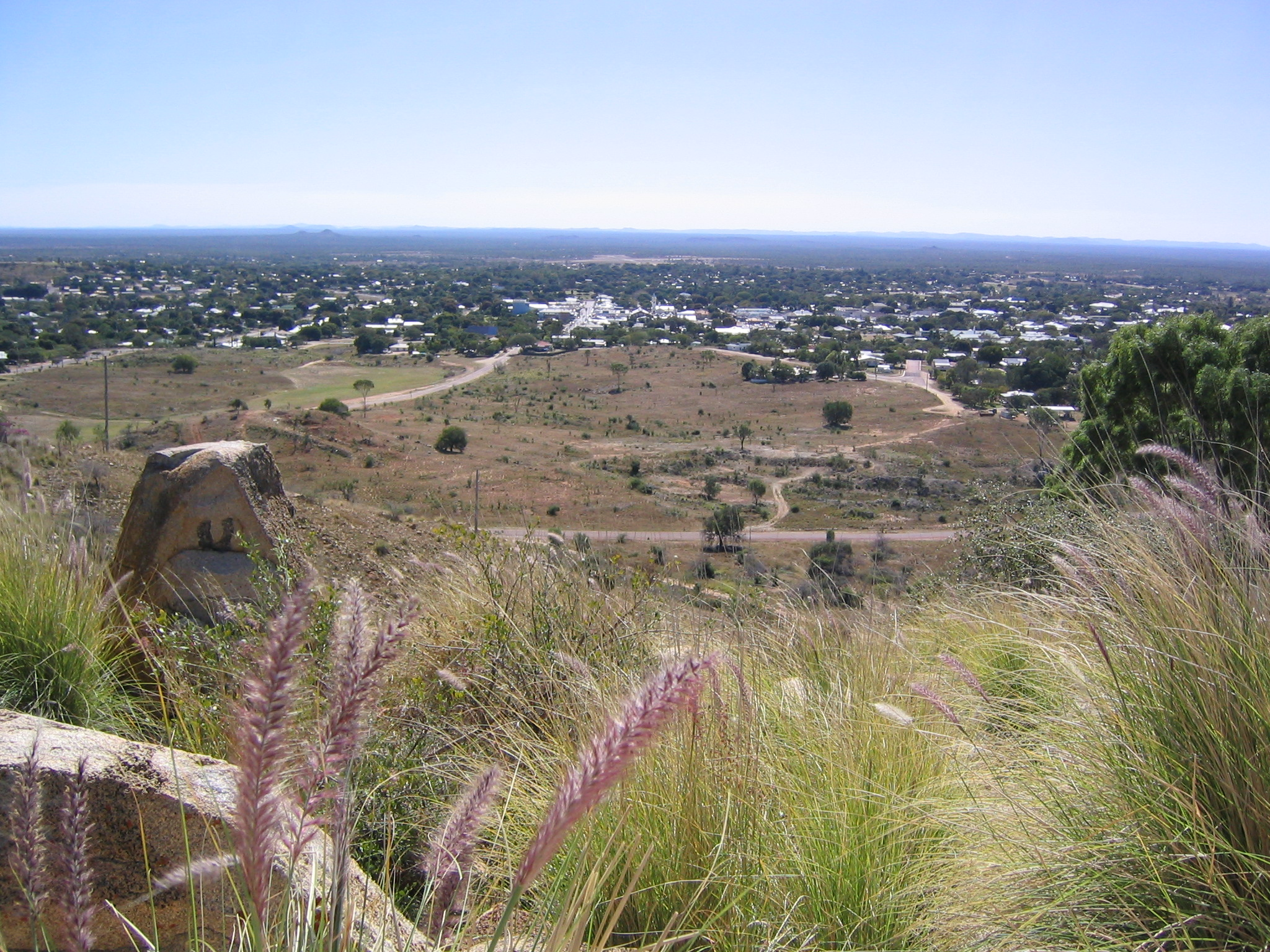
Вид на город с холма
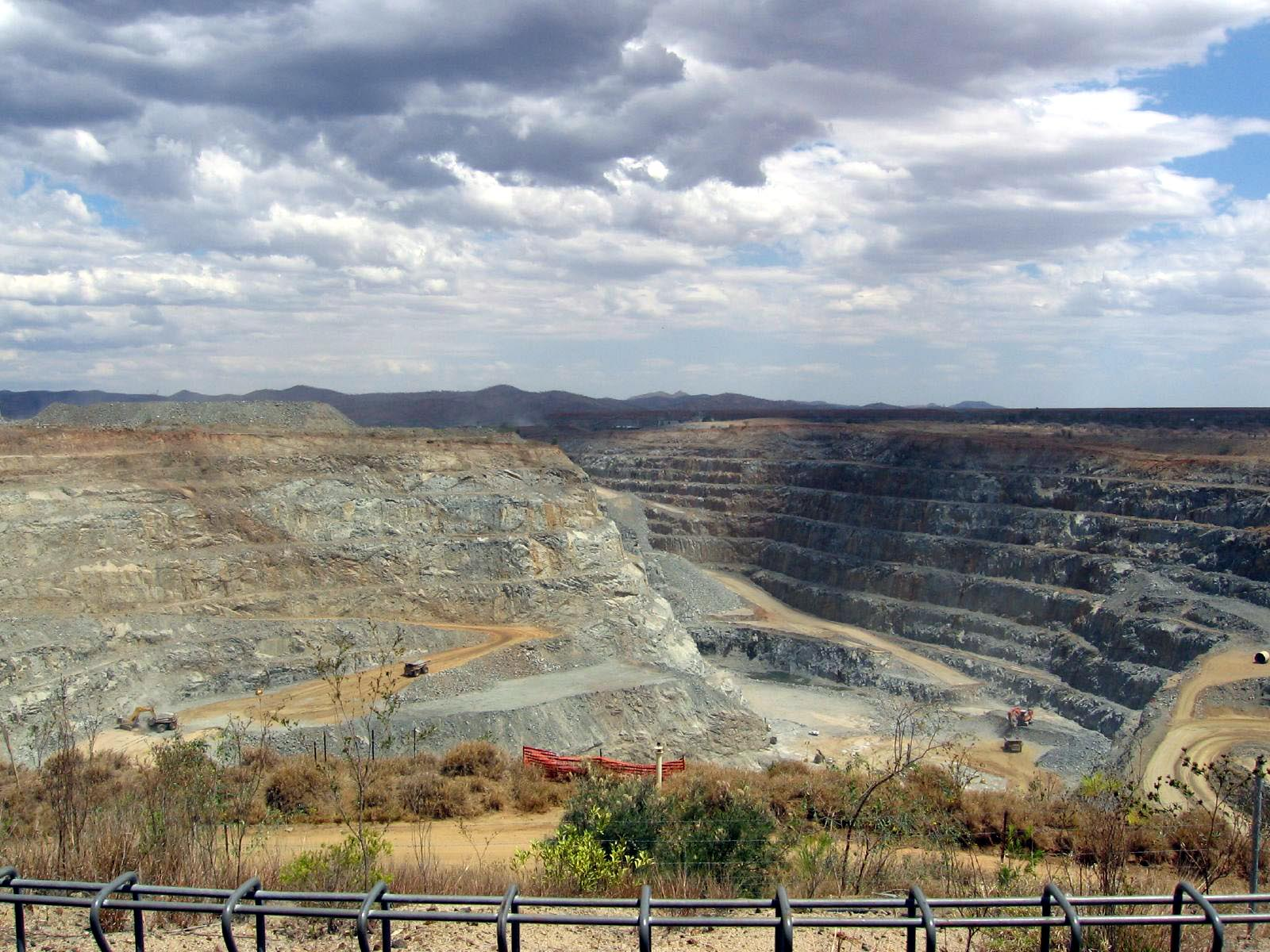
Рейвенсвуд, золотодобывающий карьер
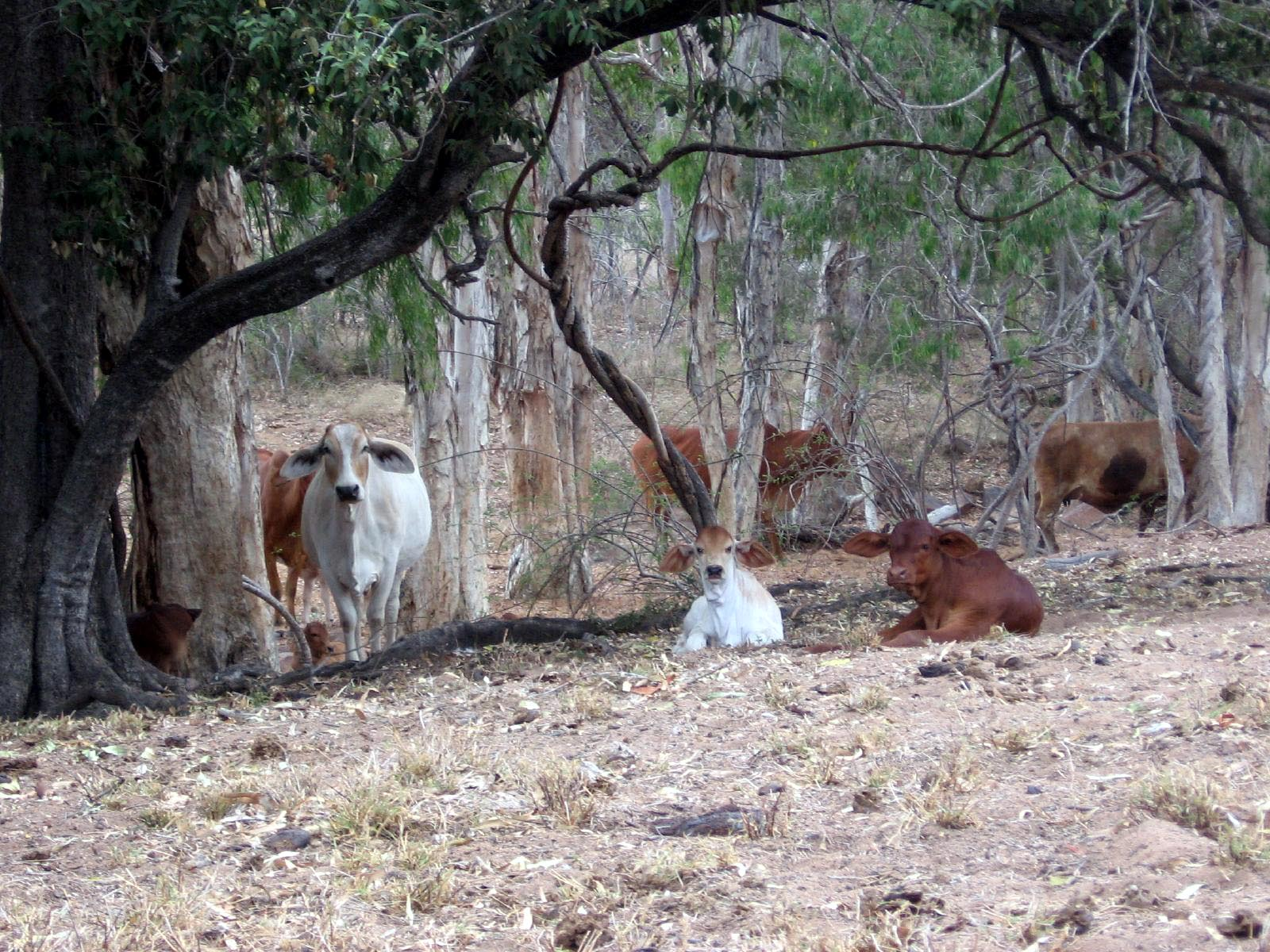
Коровы в районе Чартерс-Тауэрс